# Lanceogammarus scutarensis
Lanceogammarus scutarensis is een vlokreeftensoort uit de familie van de Gammaridae. De wetenschappelijke naam van de soort is voor het eerst geldig gepubliceerd in 1922 door Schäferna.